# 伊本·瓦拉克
伊本·瓦拉克（1946年—）是一位批评伊斯兰教匿名作家的笔名。他是伊斯兰社会世俗化研究所的创始人，曾任调查中心高级研究员，专注于《古兰经》批评。瓦拉克是世界相遇研究所的副所长。知名作品有《我为什么不是穆斯林》。